# Fort du Mengant
Le fort du Mengant (écrit aussi Mingant) ou fort du Léon est situé sur la commune de Plouzané (Bretagne, France) et fait partie du dispositif de défense du goulet de Brest.
Ce fort comprend une batterie haute (58 m au-dessus du niveau de la mer) où se trouvait une tour d'artillerie aujourd'hui détruite, et une batterie basse en demi-cercle en bas de falaise où subsistent deux petites poudrières.
La "roche Mengant" est une écueil dangereux situé en plein milieu du goulet de Brest responsable de plusieurs naufrages dont celui du Républicain en 1794 et échouages (par exemple celui du cuirassé Charles Martel en 1897).

## Histoire
Il fut construit par Vauban dès 1694 pour protéger la rade de Brest. Il fait face à la batterie de Cornouaille située sur la presqu'île de Roscanvel et construite sur le même modèle que la partie basse du fort. Sur une plate-forme artificielle au-dessus des flots, l’ingénieur Paul-Louis Mollart a dirigé de 1684 à 1687 la construction de la dite “grande batterie du Léon”
L'objectif était de permettre à ces deux batteries, distantes d'un peu plus de 2 km, de barrer de leurs feux l'entrée de la rade de Brest. Les plans initiaux prévoyaient de compléter le dispositif par une batterie au milieu du goulet, sur la Roche Mengant. Mais les courants et les marées n'ont pas permis au projet d'être mené à terme.
Vers 1875, le ministère de la marine souhaite créer au Mengant un abri pour des canots porte-torpilles  permettant d'adapter la protection du goulet à l'évolution des menaces. À cette fin une digue est construite, appuyée sur la batterie basse et formant un petit port abrité.
La batterie du ravin, invisible et à l'abri des coups du large, a été construite en 1885-1886.
La revue "Armée et marine" décrit ainsi la batterie, équipée de canons de 320 mm, en 1905 : « Ces batteries sont presque toutes de deux pièces ; celles du Mengam [Mengant] et de Dellec sont de quatre pièces. Elles sont casematées, à l'exception du Stiff [en Roscanvel], du Mengam et de Dellec, qui sont à ciel ouvert. Ces dernières ont leur champ de tir limité à 30 degrés ; elles ne peuvent tirer qu'un seul coup par pièce sur un navire passant devant elle ».
En septembre 1906, un incendie dans les landes et bois de pins entourant le fort du Mingant menaça ce dernier, en détruisant même une petite partie.

## Utilisation actuelle
La partie basse est gérée par le club nautique de la Marine à Brest. La partie haute est utilisée pour des essais de radars. Une imposante rampe reliant le port à la partie haute du fort a été construite dans les années 1960 pour permettre d'y acheminer par mer les plus gros dispositifs à tester.

Plan et vues du fort  du Mengant
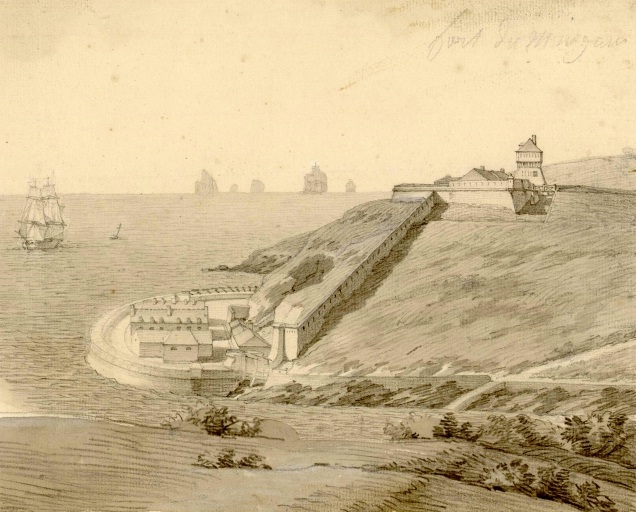
Plan du fort du Mengant.
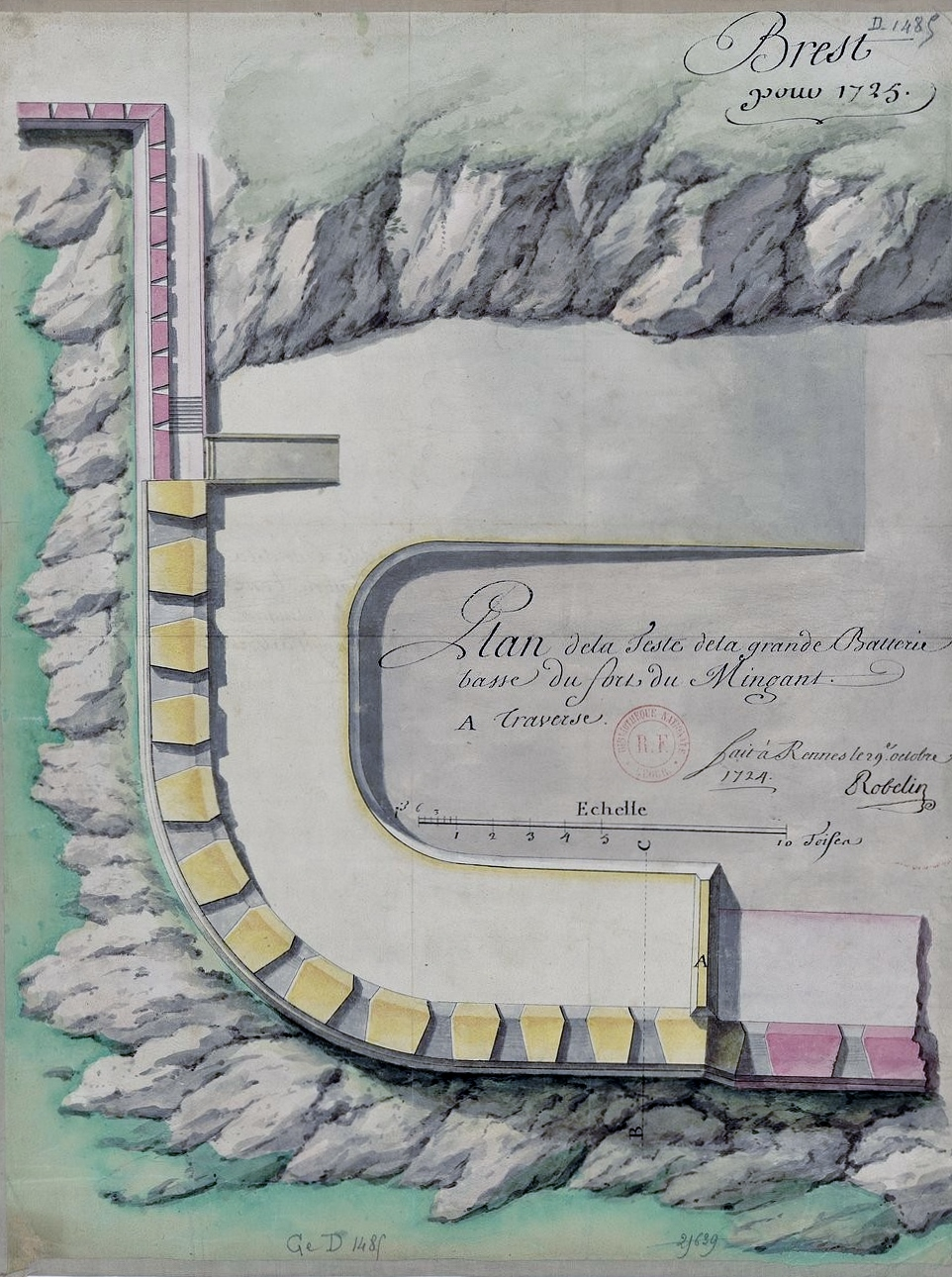
Plan de la tête de la grande batterie basse du fort Mingant (1724).
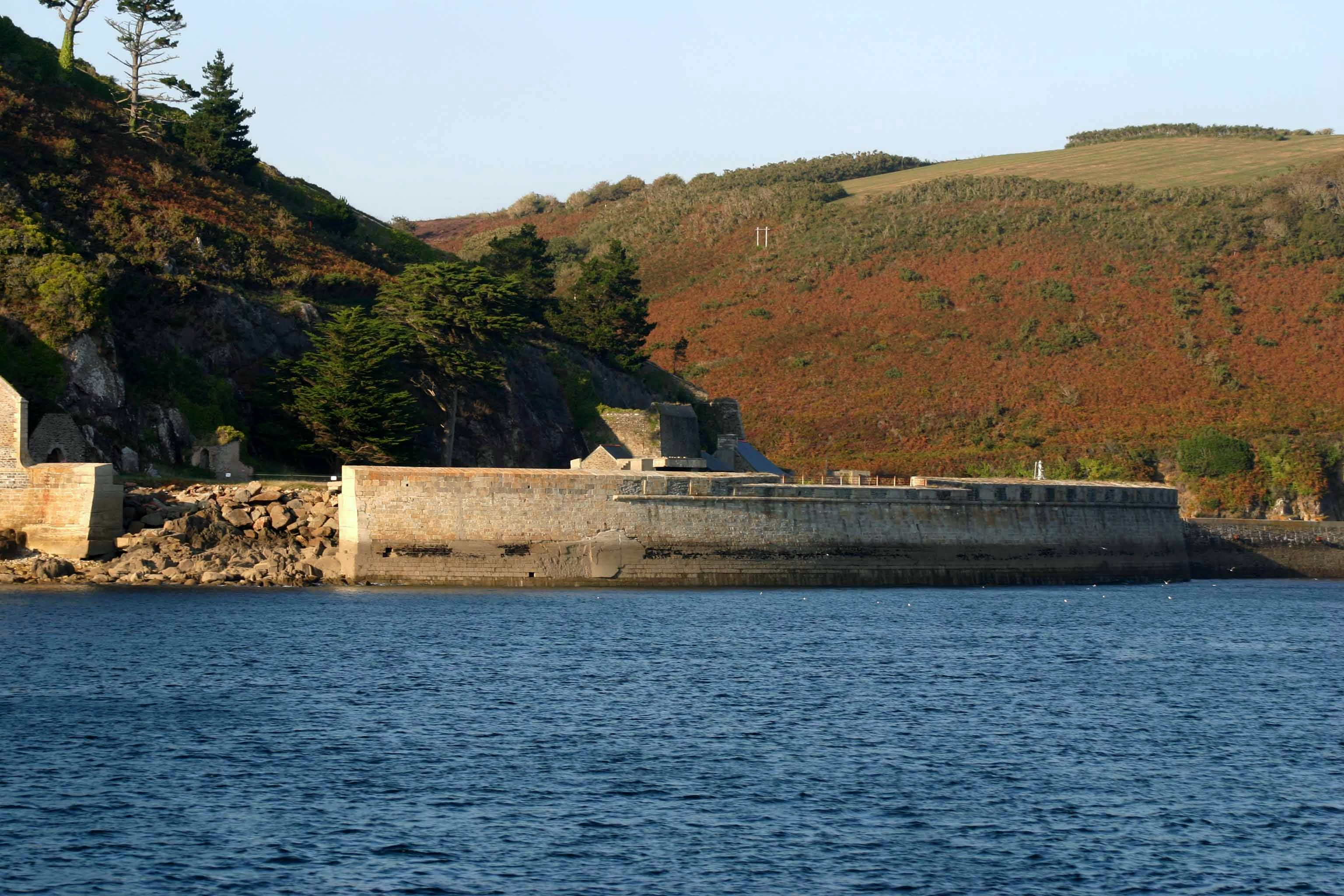
Le fort du Mengant vu de la mer.
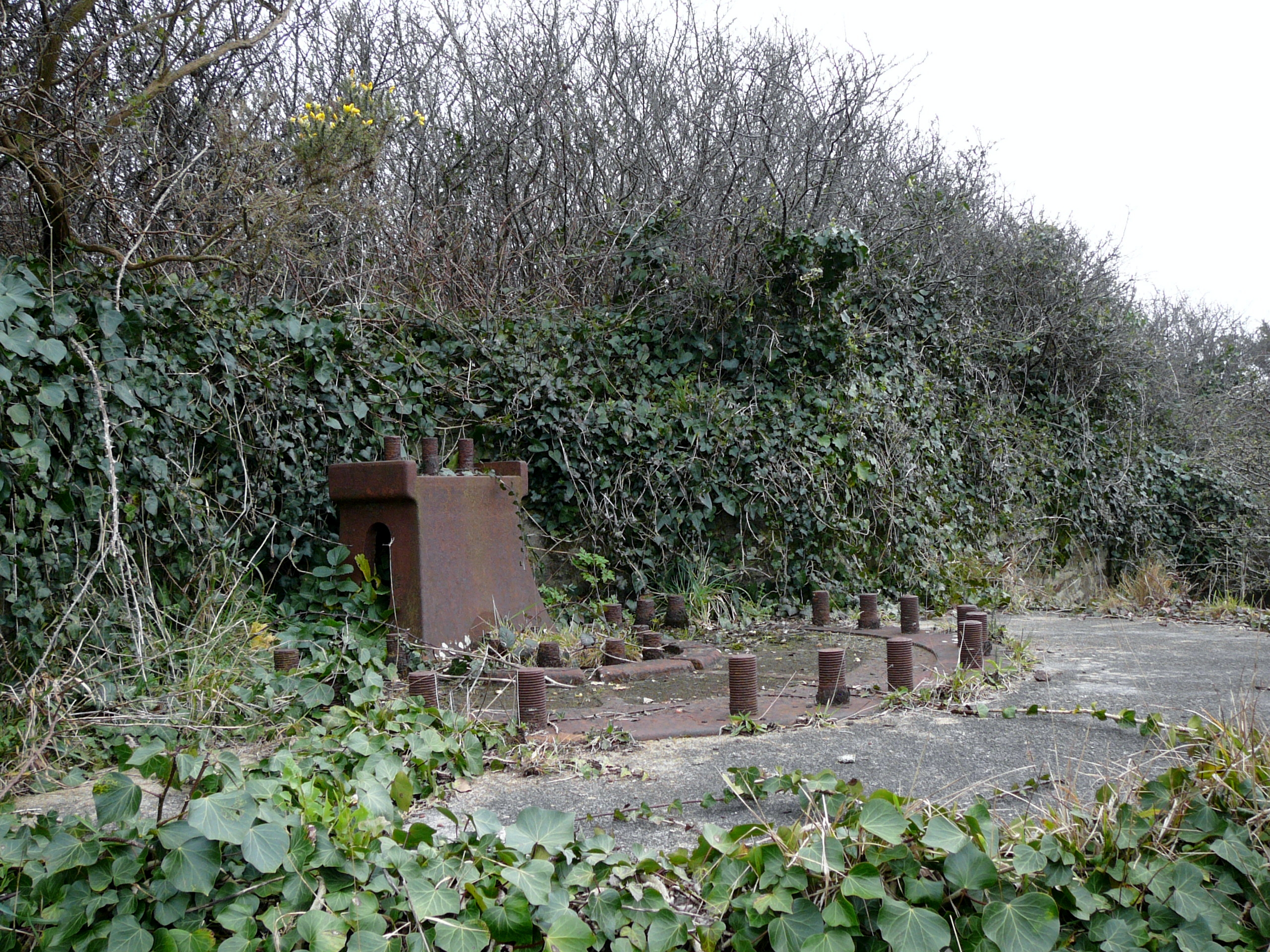
La batterie annexe du fort du Mengant.